# Le Petit Journal (hebdomadaire)
Pour les articles homonymes, voir Le Petit Journal.

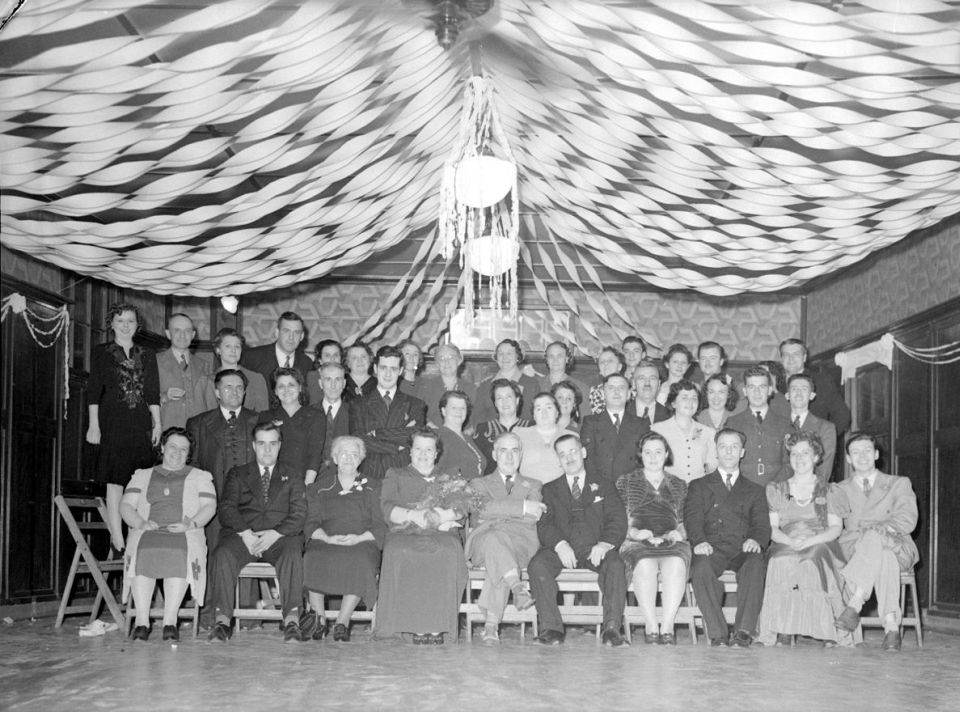
Les employés du « Petit Journal » réunis autour de Robert Prévost. 19 septembre 1942

Le Petit Journal était un hebdomadaire populaire publié à Montréal entre 1926 et 1978.
Le Petit Journal est fondé par les frères Roger (1896 - 1972) et Roland Maillet (1897 - 1960) et est publié pour la première fois le 23 octobre 1926.  Le journal, de format tabloïd et offrant de nombreuses illustrations, vise un public populaire et se veut indépendant des partis politiques. Il est dans les faits conservateurs, appuyant volontiers Camillien Houde puis prêtant ses presses à l’impression de matériel pour l’Union nationale de Maurice Duplessis.  
Le journaliste et polémiste Jean-Charles Harvey collaborera fréquemment au Petit Journal, dont il sera un temps directeur de publication.  Parmi les personnalités ayant commencé leur carrière au Petit Journal, on compte l’historien Robert Rumilly, l'auteure Janette Bertrand, l'animateur et éditeur Alain Stanké, la romancière Andrée Maillet, la chroniqueuse politique Lysiane Gagnon et l'animateur René Homier-Roy et le dramaturge Jean-Claude Germain.